# Quốc phòng Quân lực Công báo
Quốc phòng Quân lực Công báo (tiếng Pháp: Bulletin officiel de la défense nationale et des forces armées) là loại công báo đặc biệt chuyên đăng những văn bản pháp quy của Chính phủ Quốc gia Việt Nam và Việt Nam Cộng hòa về lĩnh vực quân sự, ban hành từ tháng 2 năm 1950 đến tháng 12 năm 1974. Dưới thời Quốc gia Việt Nam có in cả phần tiếng Việt và phần tiếng Pháp thế nhưng đến thời Việt Nam Cộng hòa chỉ còn lại duy nhất phần tiếng Việt.
Quyển đầu tiên ra đời vào năm 1953 in các văn bản như: Dụ số 3 ngày 9 tháng 2 năm 1950 ấn định quyền trưng dụng các nhân viên; Dụ số 1-OD/VOP/ĐQT/S ngày 30 tháng 1 năm 1951 ấn định quy chế các sĩ quan trong quân đội Việt Nam; Sắc lệnh số 2-/VOP/ĐQT/S ngày 30 tháng 1 năm 1951 ấn định thành phần y phục của lục quân Việt Nam. Quyển cuối cùng ghi năm 1974 đăng Nghị định số 2809-C/QP/TCTT/NĐ ngày 30 tháng 12 năm 1974 của Thủ tướng Chính phủ về việc phụ cấp nguy hiểm dành cho các chuyên viên về mìn và thuốc nổ cùng các chuyên viên tháo gỡ đạn dược trong Quân lực Việt Nam Cộng hòa.